# CCL17
La Quimioquina (C-C motif) ligando 17 (CCL17) es una pequeña citoquina perteneciente a la familia CC de las quimioquinas, que es también conocida como la quimioquina reguladora de la actividad del timo (TARC). CCL17 se expresa constitutivamente en el timo, pero solo de manera transitoria en células PBMC estimuladas con fitohemaglutinina. Esta quimioquina se une específicamente e induce quimiotaxis en células T y obtiene sus efectos a través de su interacción con el receptor de quimioquina CCR4. El gen que codifica CCL17 está localizado en el cromosoma 16, en humanos, junto con otras quimioquinas llamadas CCL22 y CX3CL1.

## Función
Las citocinas , como CCL17, ayudan a las células a comunicarse entre sí y estimulan el movimiento celular. Las quimiocinas son un tipo de citocina que atrae glóbulos blancos a los sitios de inflamación o enfermedad. CCL17, así como su pareja, la quimiocina CCL22, inducen la quimiotaxis en las células T auxiliares. Hacen esto uniéndose a CCR4 , un receptor de quimiocinas  expresado en células T auxiliares tipo 2, células T localizadoras de piel de linfocitos cutáneos y células T reguladoras. CCR4 también se expresa en las células T involucradas en la leucemia/linfoma de células T adultas y en los linfomas cutáneos de células T, lo que convierte a sus ligandos (a saber, CCL17) en un objetivo atractivo para nuevas terapias. CCL17 es una de las pocas quimiocinas que no se almacenan en el cuerpo, excepto en el timo ; estas quimiocinas se fabrican cuando las necesitan las células dendríticas, los macrófagos y los monocitos. CCL17 se expresa de forma constitutiva en el timo, pero solo de forma transitoria en células mononucleares de sangre periférica estimuladas con fitohemaglutinina. CCL17 también se puede detectar en otros tejidos como el colon, el intestino delgado y el pulmón. Factor estimulante de colonias de granulocitos y macrófagos(GM-CSF) aumenta la producción de CCL17 en monocitos y macrófagos. Las células dendríticas producirán grandes cantidades de CCL17 cuando se estimulen con IL-4 o TSLP.
CCL17 fue la primera quimiocina CC identificada que interactuaba con células T con alta afinidad.También se descubrió que CCL17 interactúa con los monocitos, pero con menos afinidad. No interactúa con los granulocitos. Actúa como un poderoso quimioatrayente para las células T auxiliares y las células T reguladoras porque ambas pueden expresar CCR4.

## Cáncer
Esta quimiocina es muy importante en la respuesta del cuerpo humano a los cánceres. Si bien a veces permite que el cáncer invada más rápidamente, con mayor frecuencia ayuda al cuerpo humano a combatir el cáncer. Algunos cánceres que forman tumores, como el cáncer de mama, producen CCL17 que atrae a las células T reguladoras al área. Por otro lado, CCL17 también activará tumores de linfocitos infiltrantes de tumores. Para muchos tipos de cáncer, cuanto más CCL17 haya en el área, mejor será el pronóstico de supervivencia o recuperación del cáncer.